# Nokia 808 PureView
Das Nokia 808 Pure View ist ein Smartphone des finnischen Herstellers Nokia. Besonderheit ist die 1/1,2-Zoll-Kamera mit Carl-Zeiss-Objektiv. Auf dem Mobile World Congress 2012 in Barcelona wurde das Gerät mit dem Preis „Best New Mobile Handset, Device or Tablet“ ausgezeichnet. Das Nokia 808 ist das letzte Mobiltelefon von Nokia mit dem Betriebssystem Symbian.

## Eigenschaften
Das Nokia 808 wurde am 27. Februar 2012 auf dem Mobile World Congress in Barcelona vorgestellt.
Als Besonderheiten sind zu nennen:
- USB On-The-Go, mit der man beliebige USB-Geräte (z. B. USB-Sticks, USB-Festplatten, Drucker, Maus, Tastatur, USB-Leuchten) anschließen kann
- Eingebauter UKW-Sender (FM-Transmitter), zum Übertragen von Audiosignalen z. B. an ein Autoradio
- Display mit ClearBlack-Technologie soll eine bessere Ablesbarkeit im Sonnenlicht bieten
- Unterstützung für Near Field Communication

Das Nokia 808 war seit Juni 2012 in den Farben Schwarz, Rot und Weiß erhältlich.
Im Nokia Store konnten weitere Apps heruntergeladen werden. Mit den kostenlosen Nokia Maps konnte das Nokia 808 als vollwertiges Navigationsgerät eingesetzt werden. Mit der Nokia Suite können Daten zwischen PC und Smartphone synchronisiert werden. Dank des vorinstallierten Microsoft Office Mobile können Dokumente in den Dateiformaten für Microsoft Word und Microsoft Excel erstellt, bearbeitet und betrachtet werden. Folien für Microsoft PowerPoint können betrachtet und bearbeitet werden. In Verbindung mit der HDMI-Schnittstelle kann das Smartphone so auch für Präsentationen genutzt werden.

## Die Kamera
Die integrierte Digitalkamera besitzt einen 1/1,2-Zoll-Bildsensor mit einer nativen Auflösung von 7728 × 5368 Pixel. In der Praxis sind Aufnahmen mit etwa 38,5 Megapixeln möglich. Hier ist die effektive Auflösung abhängig vom Bildformat 4:3 (7152 × 5368 Pixel) oder 16:9 (7728 × 4354 Pixel), wobei entweder die volle Breite oder Länge des Bildsensors ausgenutzt wird. Die Sensorfläche ist mit 1/1,2 Zoll größer als die besserer Kompaktkameras jener Zeit. Für die Bildverarbeitung dieser Datenmenge wurden spezielle Grafikprozessoren entwickelt. Die Kamera unterstützt die beiden Modi „Pureview“ und „Full Resolution“. Beim Pureview-Modus werden aus den 41 Megapixeln die besten Informationen zu 3, 5 oder 8 Megapixeln verdichtet. Es kann alternativ ein entsprechend großer Ausschnitt für bis zu drei- oder vierfachen digitalen Zoom ausgewählt werden, um einen verlustlosen Zoom zu ermöglichen. Beim Full-Resolution-Modus werden die Bilder mit voller Auflösung gespeichert, die dann bis zu 20 Megabyte groß sind.
Die Entwicklung der Kamera dauerte etwa fünf Jahre. Deshalb wird das Nokia 808 noch mit Nokia „Belle“ Feature Pack 1 als Betriebssystem ausgeliefert.

## Kritik
Kritisiert wurde vorwiegend die Unhandlichkeit sowie die Tatsache, dass das 808 mit dem bereits abgekündigten „Symbian“-Betriebssystem bzw. Nokia „Belle“ ausgeliefert wurde.

## Nachfolger
Im Juli 2013 stellte Nokia den Nachfolger, das Lumia 1020, offiziell vor. Neben der weiterentwickelten Digitalkamera besitzt das Lumia 1020 nun ein 4,5-Zoll-Display. Als Betriebssystem kommt nun Windows Phone 8 zum Einsatz. Außerdem ist das Lumia 1020 deutlich dünner und leichter.

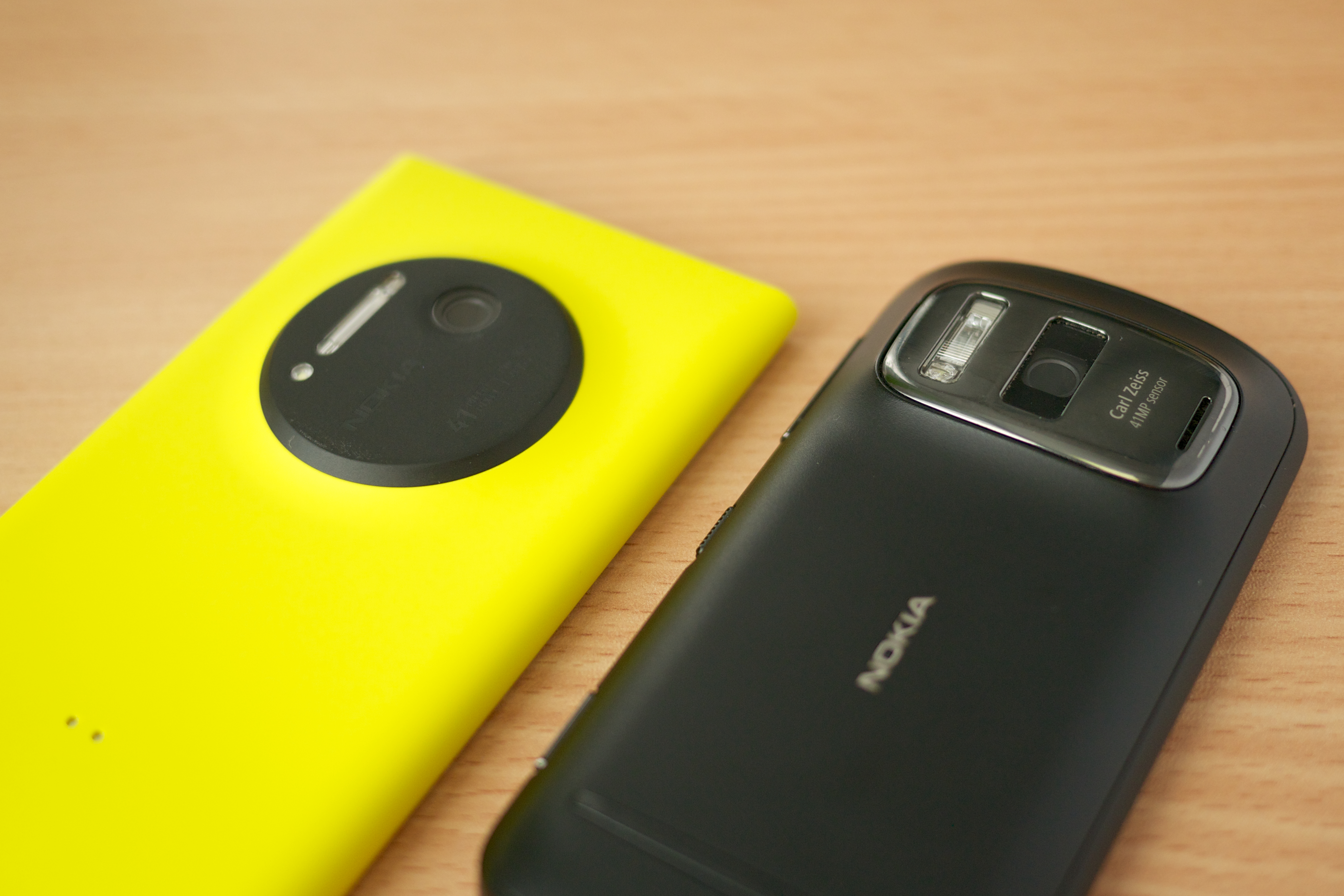
Das Nokia 808 PureView (rechts) neben seinem Nachfolger, dem Lumia 1020